# Stazione di Okayama
La stazione di Okayama (岡山駅?, Okayama-eki) è la principale stazione ferroviaria di Okayama, in Giappone, situata nel quartiere di Kita-ku. La stazione è una delle principali fermate del Sanyō Shinkansen che la collega in tempi rapidi con le stazioni di Hakata a ovest e di Shin-Osaka a est. Fra le altre linee passanti o terminanti per la stazione, si hanno la linea Tsuyama e la linea Kibi per l'interno della prefettura di Okayama, la linea Uno per il collegamento con l'isola dello Shikoku e la linea principale Sanyō, che porta verso Kōbe e Osaka a est e verso Hiroshima a ovest.

## Linee e servizi

### Ferrovie
JR West
■ Linea principale Sanyō (compresi servizi per ■ linea Akō e ■ linea Hakubi)
■ Linea Uno (compresi servizi per la linea Seto-Ōhashi)
■ Linea Tsuyama
■ Linea Kibi
 Sanyō Shinkansen

### Tram
Tram di Okayama
Linea Higashiyama
Linea Seikibashi

## Struttura
La stazione di Okayama è un grande nodo di interscambio fra diverse linee ferroviarie. I binari della linea ad alta velocità Shinkansen si trovano al terzo piano sopraelevato su un viadotto, e sono in totale 4 (dal 21 al 24) con due marciapiedi a isola. Per quanto riguarda le linee regionali, sono presenti 10 binari con 4 marciapiedi totali. Il secondo piano contiene il mezzanino di accesso ai binari con i varchi di accesso e le biglietterie, mentre il piano terra è sostanzialmente adibito a centro commerciale.

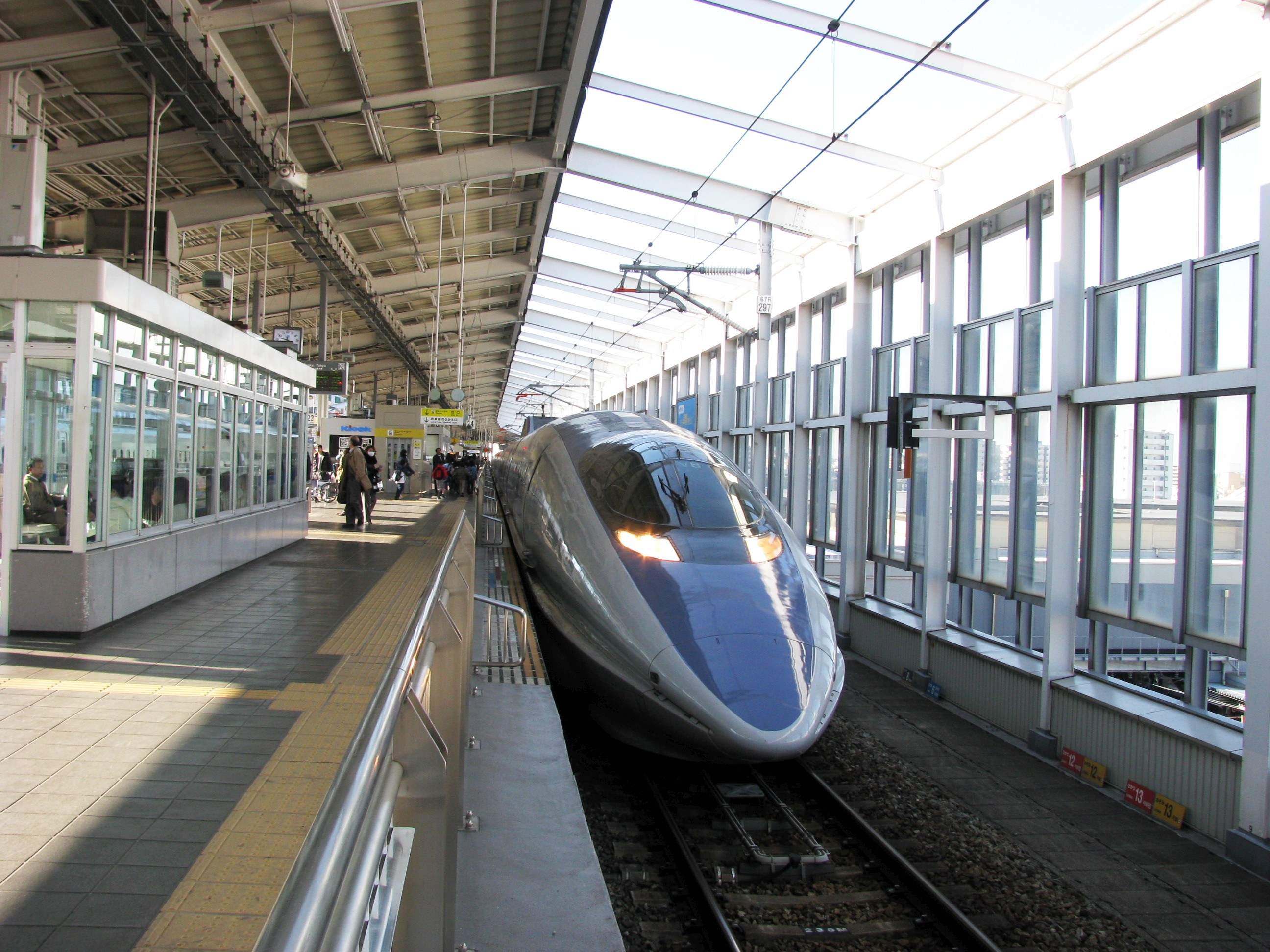
Uno Shinkansen della serie 500 alla stazione di Okayama
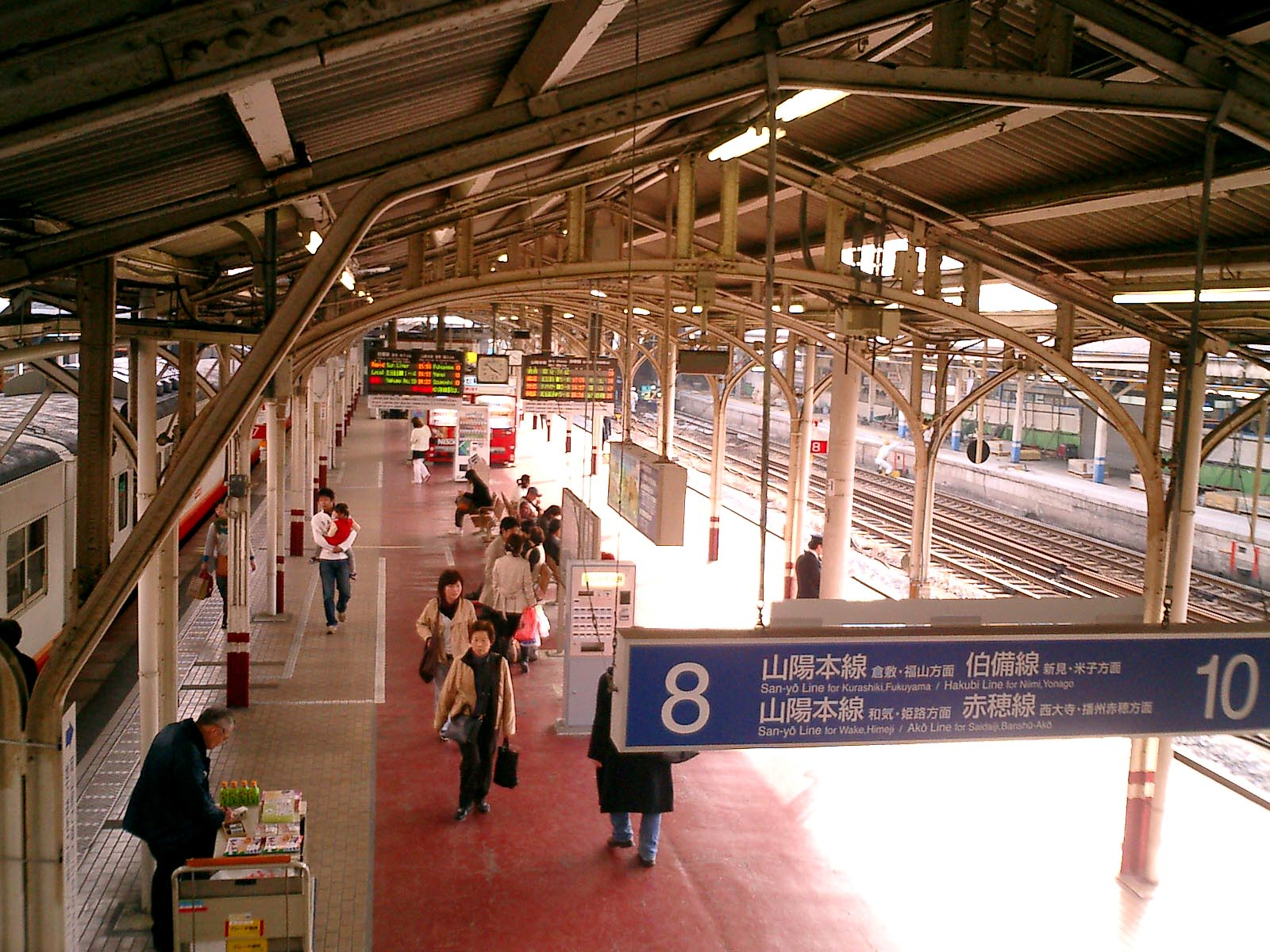
Binario delle linee regionali
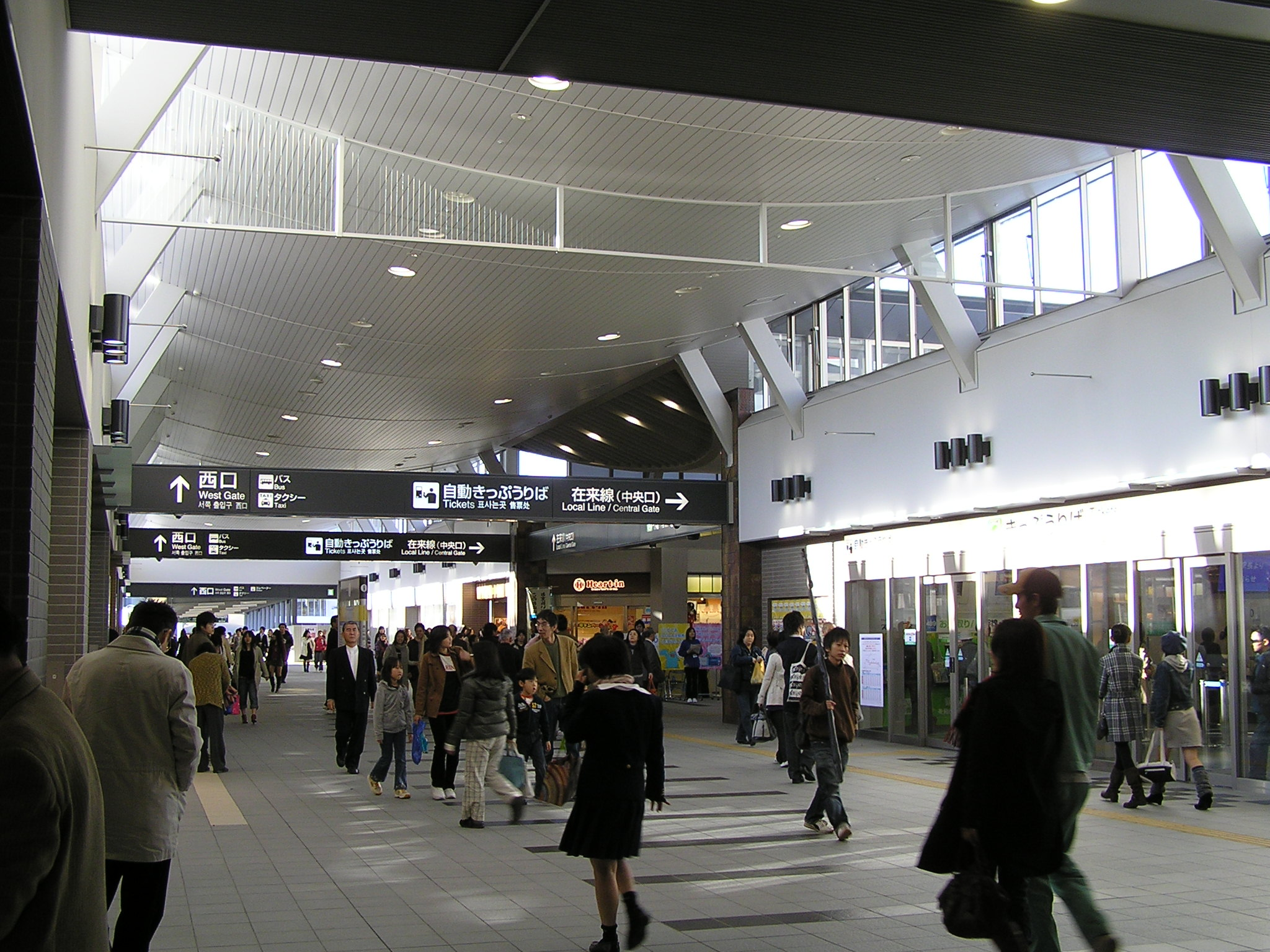
Vista del mezzanino

| Binario | Linea                    | Destinazioni                                | Note                                                      |
| ------- | ------------------------ | ------------------------------------------- | --------------------------------------------------------- |
| 1-2     | ■ Linea principale Sanyō | Kurashiki, Fukuyama, e Hiroshima            | Rapido Sunliner                                           |
| 1-2     | ■ Linea Hakubi           | Kurashiki, Bitchū-Takahashi, Niimi e Yonago | Espresso limitato Yakumo                                  |
| 3-4     | ■ Linea principale Sanyō | Wake, Himeji, Kōbe e Osaka                  | Espresso Limitato Inaba                                   |
| 3-4     | ■ Linea Akō              | Saidaiji, Banshū-Akō e Himeji               |                                                           |
| 5       | ■ Linea Uno/Seto-Ōhashi  | Chayamachi, Kojima, Shikoku e Uno           | Alcuni Rapidi e i locali                                  |
| 6-8     | ■ Linea Uno/Seto-Ōhashi  | Chayamachi, Kojima, Shikoku e Uno           | Principalmente rapidi ed Espressi limitati per lo Shikoku |
| 7       | ■ Linea Uno/Seto-Ōhashi  | Chayamachi, Kojima, Shikoku e Uno           | Locali e treni speciali                                   |
| 9       | ■ Linea Tsuyama          | Fukuwatari e Tsuyama                        |                                                           |
| 10      | ■ Linea Kibi             | Bitchū-Takamatsu e Sōja                     |                                                           |

| Binario | Linea            | Direzione | Destinazioni                       |
| ------- | ---------------- | --------- | ---------------------------------- |
| 21-22   | Sanyō Shinkansen | Ovest     | Hiroshima, Hakata e Kagoshima-Chūō |
| 23-24   | Sanyō Shinkansen | Est       | Shin-Ōsaka, Nagoya e Tokyo         |

## Stazioni adiacenti
| «                       | Servizio               | »                      |
| Linea principale Sanyō  | Linea principale Sanyō | Linea principale Sanyō |
| Linea Akō               | Linea Akō              | Linea Akō              |
| Linea Hakubi            | Linea Hakubi           | Linea Hakubi           |
| ----------------------- | ---------------------- | ---------------------- |
| Nishigawara             | Locale                 | Kitanagase             |
| Capolinea               | Rapido Sunliner        | Kurashiki              |
| Linea Uno (Seto-Ōhashi) |                        |                        |
| Capolinea               | Locale                 | Ōmoto                  |
| Linea Tsuyama           |                        |                        |
| Hōkaiin                 | Locale Rapido Kotobuki | Capolinea              |
| Linea Kibi              |                        |                        |
| Bizen-Mikado            | Locale                 | Capolinea              |
| Sanyō Shinkansen        |                        |                        |
| Aioi                    | -                      | Shin-Kurashiki         |